# Baliburg
Koordinaten: 6° 40′ 0″ N, 10° 40′ 0″ O

Deutsche Kolonie Kamerun mit der Lage Balis um 1890

Baliburg war ein Kolonialstützpunkt im nordwestlichen Binnenland der deutschen Kolonie Kamerun.

## Geografie

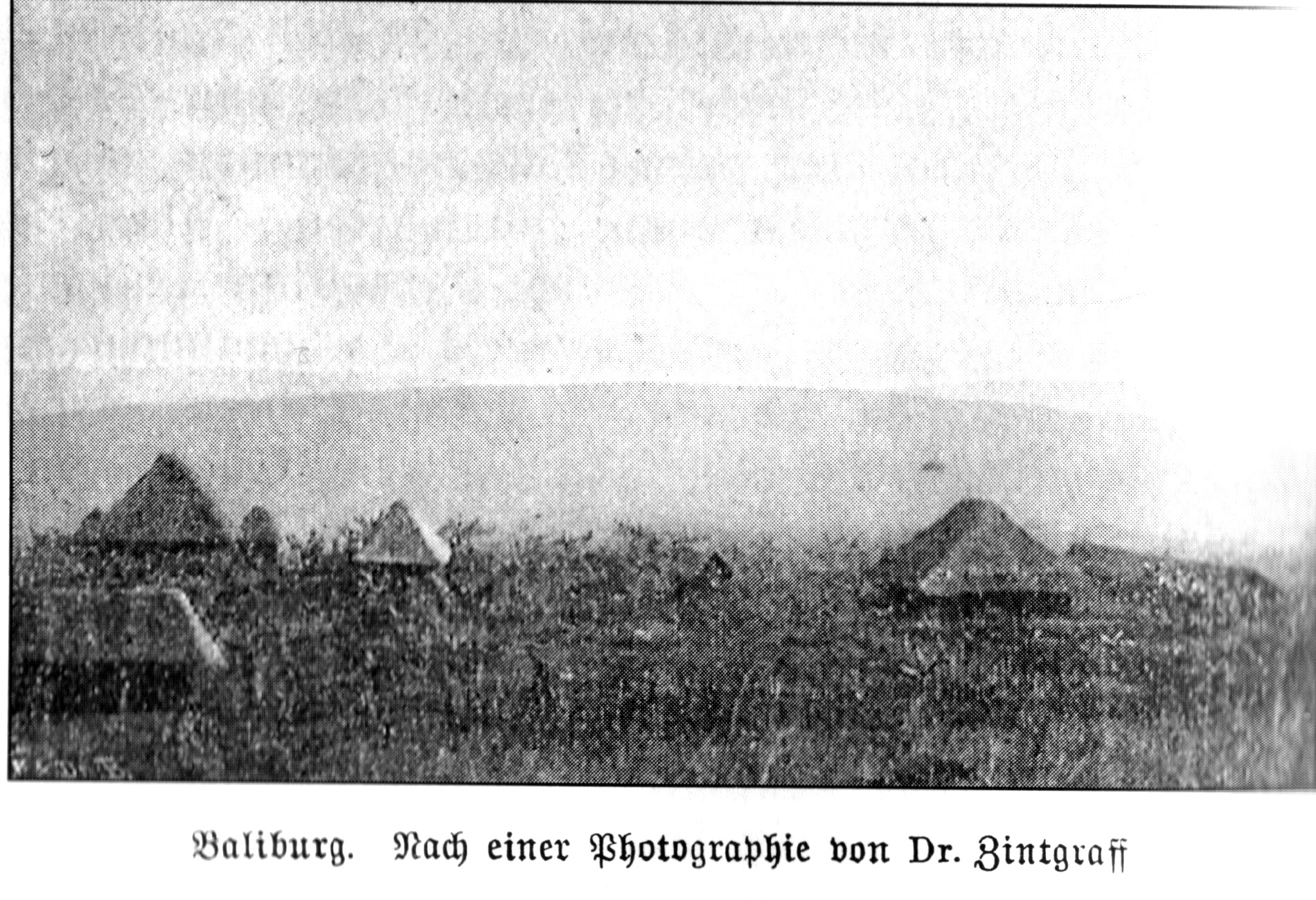
Lage von Baliburg (um 1890)

Baliburg lag etwa 1.400 Meter über dem Meeresspiegel und 300 Kilometer nordnordöstlich der Mündung des Kamerunflusses. Die Station befand sich circa 15 Fußminuten vom Dorf Bali entfernt auf einem Hügel, an dessen Hängen kleine Bäche flossen. Etwa 20 Kilometer südlich des Stützpunktes verlief die Grenze des Hochplateaus von Süd-Adamaua, das die bewaldete Küstenregion Kameruns von dem Grasland im Inneren Westkameruns abhob.
Das benachbarte Bali wurde auch Balidorf oder Balitown genannt. Um das Jahr 1900 hatte es eine Nord-Süd-Ausdehnung von etwa 3 Kilometern,  ca. 4.000 Hütten und 6.000–7.000 Einwohner. Das Umland wurde als Baliland oder Balihochland bezeichnet.
Nördlich von Baliburg begann zur Gründungszeit der britische Einflussbereich im heutigen Nigeria.

## Geschichte

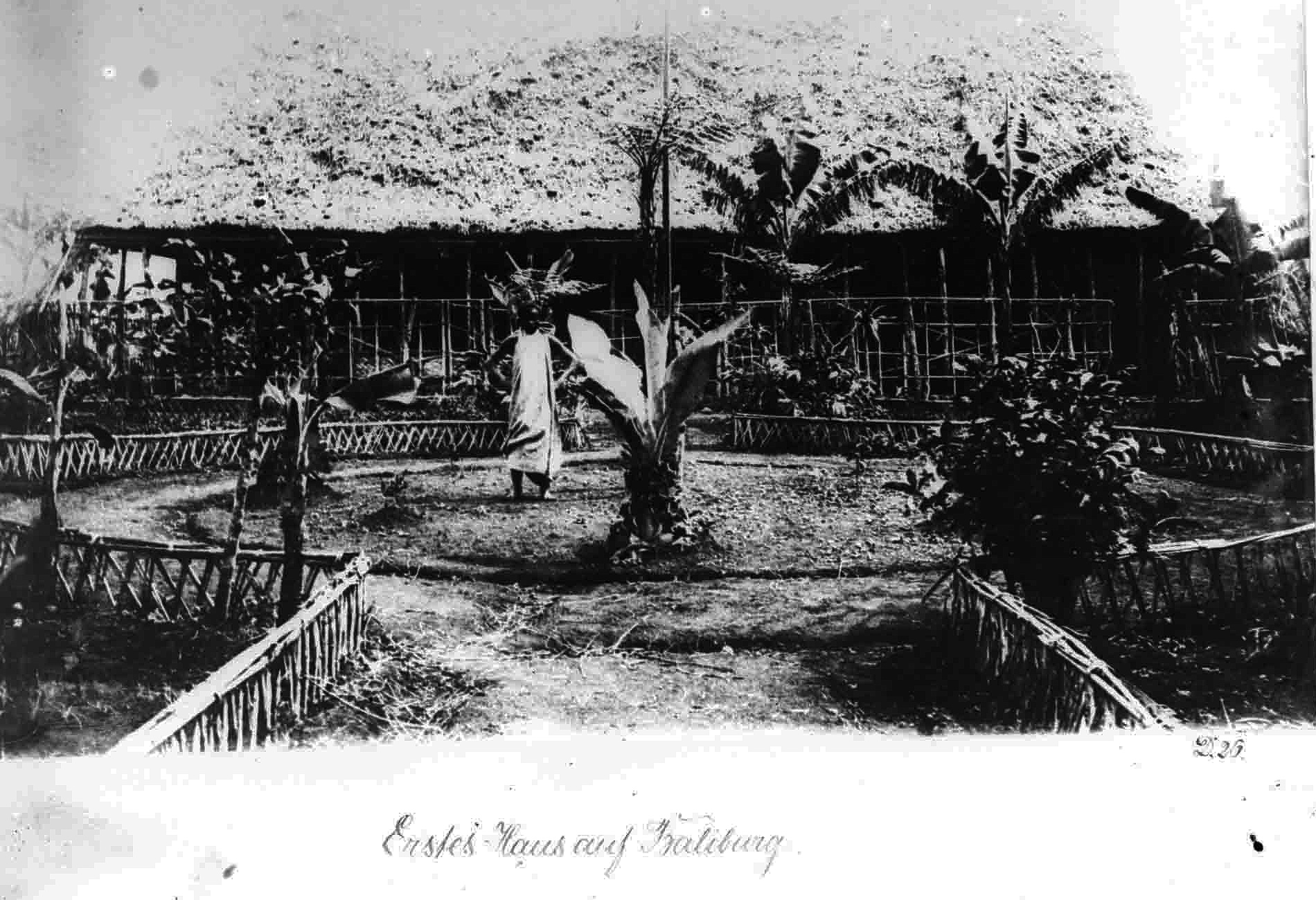
Erstes Haus auf Baliburg (um 1890)

Baliburg wurde zwischen 1889 und 1890 durch den deutschen Entdecker und Kolonialisten Eugen Zintgraff gegründet, der mit dem Herrscher Balis, Garenga Fo N’Yong, einen sogenannten Schutzvertrag schloss. Während einer mehrmonatigen Wartezeit, in der Garenga die Deutschen von der Weiterreise abhielt, legte Zintgraff das erste Stationsgebäude an, das Baliburg genannt wurde. Nachfolgend kamen mehrere Stationshäuser hinzu.
Baliburg wurde damit zum Bestandteil eines Netzes aus Kolonialstationen, mit denen Deutschland seine Herrschaft in Kamerun festigte. Die Station war Ausgangsbasis und Rückzugsort der Deutschen im ersten Bafut-Krieg.
Der Stützpunkt diente in den folgenden Jahren unter anderem als Standort für meteorologische Wetterbeobachtungen. Für die Jahre 1891 und 1892 liegen Daten einer Wetterstation der Deutschen Seewarte vor. Auch der Aufbau einer Handelsstation war beabsichtigt. Die Verbindung Baliburgs durch eine Handelsstraße zur Küste Kameruns scheiterte jedoch.

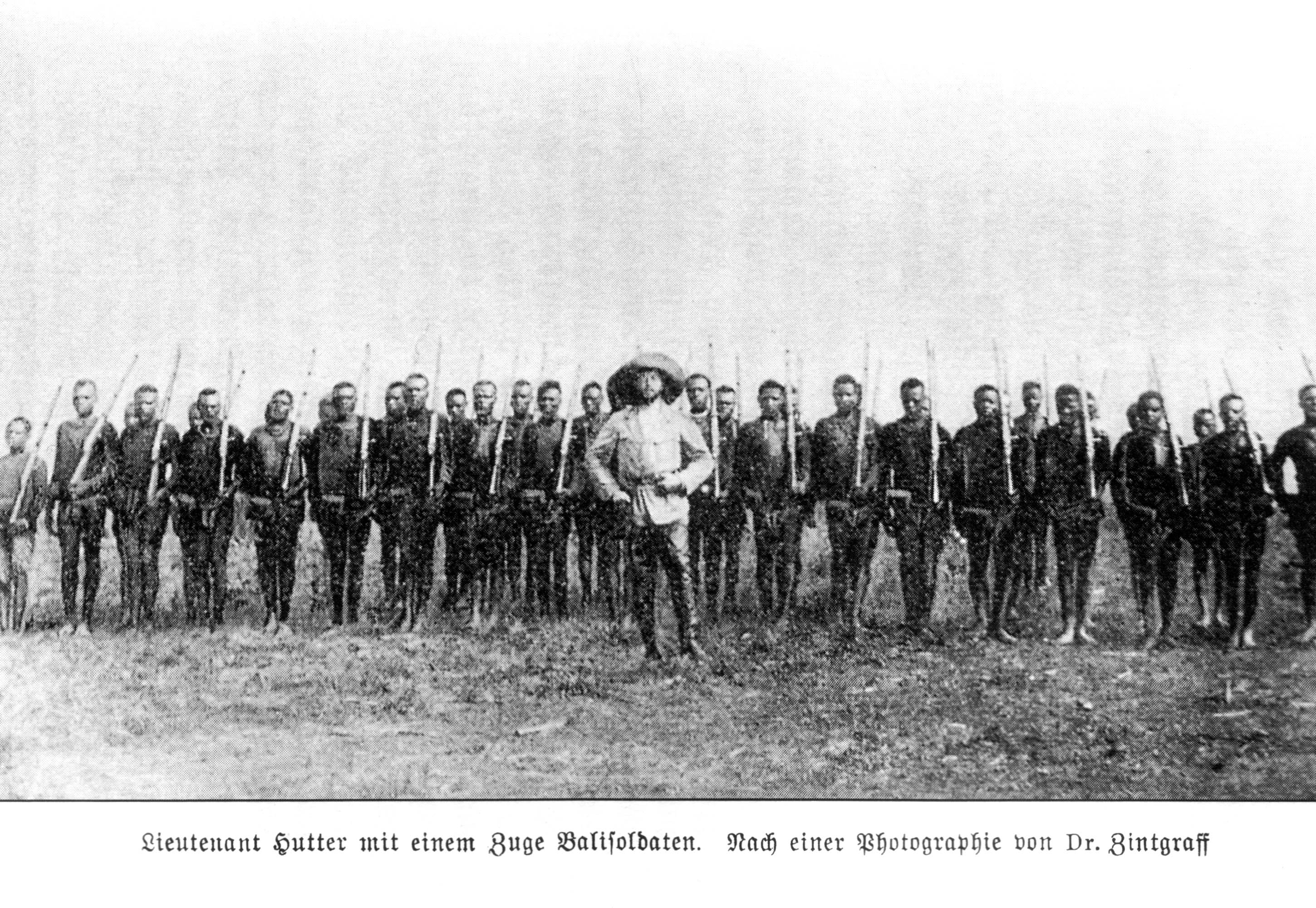
Leutnant Hutter mit einem Zug Balisoldaten

Baliburg wurde bereits 1893 durch den Stationsleiter Franz Karl Hutter aufgegeben, da auf Befehl des deutschen Gouverneurs von Kamerun die nördlichen Stationen geräumt wurden. Der Räumung gingen Meinungsverschiedenheiten zwischen dem Gouvernement und Zintgraff voraus. Zintgraff wollte unter Ausnutzung traditioneller Rivalitäten Bündnisse mit deutschfreundlichen Stämmen zur Unterdrückung der Autonomie anderer Volksgruppen schließen. Dazu sollten auch die Bewohner Balis mit modernen Hinterladergewehren bewaffnet werden, um sie als Verstärkung der zahlenmäßig schwachen Expeditionsgruppen einzusetzen. In dieser gezielten Aufrüstung der Einheimischen sah das Gouvernement jedoch eine mögliche Gefahr für die deutsche Herrschaft, sollte die Loyalität der bewaffneten Stämme schwinden.
Balidorf zählte zu Zeiten Baliburgs etwa 6.000 bis 7.000 Einwohner.